# Deputati dell'VIII legislatura del Regno d'Italia
Elenco dei deputati dell'VIII legislatura del Regno d'Italia nominati con le elezioni politiche del 1861.

## Composizione
| Nominativo                                   | Collegio                   | Area politica            | Note |
| -------------------------------------------- | -------------------------- | ------------------------ | --- |
| Cesare Correnti                              | Abbiategrasso              | Destra storica           | - |
| Carlo De Cesare                              | Acerenza                   | -                        | Elezione annullata il 13 marzo 1861 |
| Aurelio Saffi                                | Acerenza                   | Estrema sinistra storica | Eletto il 14 aprile 1861 Dimessosi il 7 gennaio 1864 |
| Francesco La Gala                            | Acerenza                   | -                        | Eletto il 31 gennaio 1864 Elezione annullata il 10 marzo 1864 |
| Giuseppe Libertini                           | Acerenza                   | -                        | Eletto il 17 aprile 1864 Elezione annullata il 14 luglio 1864 Rieletto il 14 agosto 1864 |
| Vincenzo Spinelli di Scalea                  | Acerra                     | Sinistra storica         | - |
| Nicolò Musmeci                               | Acireale                   | Destra storica           | Sorteggiato il 24 maggio 1861 per eccedenza del numero di deputati professori |
| Mariano La Rosa                              | Acireale                   | -                        | Eletto il 23 giugno 1861 Dimessosi il 12 agosto 1862 |
| Francesco Paolo Perez                        | Acireale                   | -                        | Eletto il 14 settembre 1862 Elezione annullata il 20 novembre 1862 |
| Lorenzo Camerata Scovazzo                    | Acireale                   | -                        | Eletto il 21 dicembre 1862 |
| Giuseppe Del Drago                           | Acquaviva delle Fonti      | Sinistra storica         | Elezione annullata il 26 giugno 1861 |
| Francesco Raffaele Curzio                    | Acquaviva delle Fonti      | Estrema sinistra storica | Eletto l'11 agosto 1861 Elezione annullata il 3 dicembre 1861 Rieletto il 12 gennaio 1862 |
| Giuseppe Saracco                             | Acqui                      | Sinistra storica         | Cessò il 10 marzo 1862 per nomina a segretario generale Rieletto il 23 marzo 1862 Cessò il 9 ottobre 1864 per nomina a segretario generale Rieletto il 30 ottobre 1864 |
| Paolo Emilio Imbriani                        | Afragola                   | Destra storica           | Opta per il collegio di Avellino il 16 marzo 1861 |
| Giuseppe Pisanelli                           | Afragola                   | Destra storica           | Eletto il 7 aprile 1861 Opta per il collegio di Taranto l'8 maggio 1861 |
| Fedele De Siervo                             | Afragola                   | Destra storica           | Eletto il 23 giugno 1861 |
| Ippolito Amicarelli                          | Agnone                     | Conservatore cattolico   | - |
| Giacomo Tofano                               | Airola                     | Destra storica           | Dimessosi il 10 febbraio 1862 |
| Pietro Montella                              | Airola                     | -                        | Eletto il 23 marzo 1862 |
| Michele Coppino                              | Alba                       | Sinistra storica         | Elezione annullata il 7 marzo 1861 Rieletto il 7 aprile 1861 |
| Pietro Monticelli                            | Albenga                    | Destra storica           | Deceduto il 17 aprile 1864 |
| Alessandro D'Aste Ricci                      | Albenga                    | -                        | Eletto il 22 maggio 1864 |
| Urbano Rattazzi                              | Alessandria                | Sinistra storica         | Cessò il 3 marzo 1862 per nomina a ministro Rieletto il 23 marzo 1862 |
| Antonio Costa                                | Alghero                    | -                        | - |
| Liborio Romano                               | Altamura                   | Sinistra storica         | Opta per il collegio di Tricase il 20 marzo 1861 |
| Enrico Pessina                               | Altamura                   | Sinistra storica         | Eletto il 7 aprile 1861 Elezione annullata il 25 giugno 1861 |
| Giovanni Vacca                               | Altamura                   | Destra storica           | Eletto il 4 agosto 1861 |
| Francesco Mezzacapo                          | Amalfi                     | Destra storica           | - |
| Camillo Cavour (Benso di)                    | Ancona                     | Destra storica           | Opta per il collegio di Torino I il 15 marzo 1861 |
| Annibale Ninchi                              | Ancona                     | Destra storica           | Eletto il 14 aprile 1861 |
| Francesco Saverio Baldacchini Gargano        | Andria                     | Destra storica           | - |
| Bruto Fabricatore                            | Angri                      | Sinistra storica         | - |
| Carlo Alfieri di Sostegno                    | Aosta                      | Destra storica           | Opta per il collegio di Caluso il 13 marzo 1861 |
| Domenico Carutti di Cantogno                 | Aosta                      | Destra storica           | Eletto il 7 aprile 1861 Cessò il 2 marzo 1862 per nomina a ministro residente |
| Domenico Berti                               | Aosta                      | -                        | Eletto il 23 marzo 1862 |
| Carlo Cagnola                                | Appiano                    | Destra storica           | - |
| Giuseppe Pica                                | Aquila                     | -                        | - |
| Giuseppe Cognata                             | Aragona                    | Sinistra storica         | Dimessosi il 7 gennaio 1864 Rieletto il 24 gennaio 1864 |
| Carlo Poerio                                 | Arezzo                     | Destra storica           | Opta per il collegio di Napoli III il 16 marzo 1861 |
| Filippo Brignone                             | Arezzo                     | Destra storica           | Eletto il 14 aprile 1861 Cessò l'1 giugno 1861 per promozione a tenente generale Rieletto il 31 ottobre 1861 |
| Pasquale Stanislao Mancini                   | Ariano di Puglia           | Sinistra storica         | Cessò il 3 marzo 1862 per nomina a ministro Rieletto il 6 aprile 1862 |
| Marco Sgariglia                              | Ascoli Piceno              | Destra storica           | - |
| Anselmo Guerrieri Gonzaga                    | Asola                      | Destra storica           | - |
| Luigi Ranco                                  | Asti                       | Sinistra storica         | - |
| Silvio Spaventa                              | Atessa                     | Destra storica           | Opta per il collegio di Vasto il 13 marzo 1861 |
| Bertrando Spaventa                           | Atessa                     | Destra storica           | Eletto il 14 aprile 1861 Elezione annullata il 25 giugno 1861 |
| Pompeo Salvatore                             | Atessa                     | -                        | Eletto l'11 agosto 1861 Cessò il 6 febbraio 1862 per nomina a professore |
| Nicolò Melchiorre                            | Atessa                     | -                        | Eletto il 4 maggio 1862 |
| Giuseppe Devincenzi                          | Atri                       | Destra storica           | - |
| Liborio Romano                               | Atripalda                  | Sinistra storica         | Opta per il collegio di Tricase il 20 marzo 1861 |
| Giuseppe Dassi                               | Atripalda                  | -                        | Eletto il 14 aprile 1861 Elezione annullata il 20 maggio 1861 |
| Francesco Paolo Catucci                      | Atripalda                  | Sinistra storica         | Eletto il 30 giugno 1861 |
| Salvatore Chindemi                           | Augusta                    | -                        | Elezione annullata il 13 marzo 1861 |
| Benedetto Majorana Fiamingo                  | Augusta                    | -                        | Eletto il 7 aprile 1861 |
| Paolo Emilio Imbriani                        | Avellino                   | Destra storica           | Sorteggiato il 24 maggio 1861 per eccedenza del numero di deputati professori Rieletto il 30 giugno 1861 Cessò il 24 maggio 1863 per nomina a senatore |
| Francesco Montuori                           | Avellino                   | -                        | Eletto il 19 luglio 1863 Elezione annullata il 7 luglio 1864 |
| Luigi Amabile                                | Avellino                   | -                        | Eletto il 21 agosto 1864 |
| Gabriele Maza                                | Aversa                     | -                        | Cessò il 6 aprile 1862 per nomina a consigliere di corte d'appello |
| Costantino Crisci                            | Aversa                     | -                        | Eletto il 13 luglio 1862 Elezione annullata il 21 novembre 1862 |
| Cesare Pallavicino                           | Aversa                     | -                        | Eletto il 28 dicembre 1862 Elezione annullata il 5 febbraio 1863 |
| Cesare Golia                                 | Aversa                     | -                        | Eletto il 15 marzo 1863 |
| Mariano D'Ayala                              | Avezzano                   | Sinistra storica         | Elezione annullata il 7 marzo 1861 Rieletto il 5 maggio 1861 |
| Felice Genero                                | Avigliana                  | Destra storica           | - |
| Stefano Romeo                                | Bagnara Calabra            | Estrema sinistra storica | Dimessosi il 7 gennaio 1864 Rieletto il 31 gennaio 1864 |
| Giovanni Battista Bertini                    | Barge                      | Sinistra storica         | - |
| Giuseppe Massari                             | Bari                       | Destra storica           | - |
| Federico Torre                               | Benevento                  | Destra storica           | Cessò il 31 dicembre 1863 per nomina a maggior generale Rieletto il 24 gennaio 1864 |
| Giovanni Morelli                             | Bergamo                    | Destra storica           | - |
| Carlo Fioruzzi                               | Bettola                    | -                        | Sorteggiato il 24 maggio 1861 per eccedenza del numero di deputati professori |
| Giovanni Minghelli Vaini                     | Bettola                    | -                        | Eletto il 30 giugno 1861 |
| Antonio Giovanola                            | Biandrate                  | -                        | Cessò l'1 aprile 1861 per nomina a senatore |
| Luigi Tornielli di Borgo Lavezzaro           | Biandrate                  | -                        | Eletto il 28 aprile 1861 |
| Enrico Falconcini                            | Bibbiena                   | -                        | Cessò il 22 giugno 1862 per nomina ad impiego governativo |
| Luigi Passerini Orsini de' Rilli             | Bibbiena                   | -                        | Eletto il 27 luglio 1862 |
| Alfonso La Marmora (Ferrero)                 | Biella                     | -                        | Cessò il 24 settembre 1864 per nomina a ministro Rieletto il 16 ottobre 1864 |
| Liborio Romano                               | Bitonto                    | -                        | Elezione annullata il 7 marzo 1861 |
| Enrico Pessina                               | Bitonto                    | -                        | Eletto il 14 aprile 1861 Opta per il collegio di Altamura il 7 maggio 1861 |
| Giacomo Filippo Lacaita                      | Bitonto                    | -                        | Eletto il 23 giugno 1861 |
| Giacinto Carini                              | Bivona                     | -                        | Elezione annullata il 3 marzo 1861 |
| Luigi Scalia                                 | Bivona                     | -                        | Eletto il 14 aprile 1861 |
| Pietro Mazza                                 | Bobbio                     | -                        | Cessò il 30 settembre 1864 per nomina a segretario |
| Pietro Fossa                                 | Bobbio                     | -                        | Eletto il 30 ottobre 1864 |
| Gerolamo Pallotta                            | Boiano                     | -                        | - |
| Marco Minghetti                              | Bologna I                  | -                        | Cessò l'8 dicembre 1862 per nomina a ministro Rieletto il 18 gennaio 1863 |
| Gioacchino Napoleone Pepoli                  | Bologna II                 | -                        | Cessò il 3 marzo 1862 per nomina a ministro Rieletto il 30 marzo 1862 Cessò il 12 febbraio 1863 per nomina ad inviato straordinario |
| Lodovico Berti                               | Bologna II                 | -                        | Eletto il 29 marzo 1863 |
| Carlo Berti Pichat                           | Bologna III                | -                        | - |
| David Levi                                   | Borghetto Lodigiano        | -                        | - |
| Paolo Sinibaldi                              | Borgo a Mozzano            | -                        | Dimessosi il 26 giugno 1863 |
| Achille Gennarelli                           | Borgo a Mozzano            | -                        | Eletto il 2 agosto 1863 Elezione annullata il 23 novembre 1863 |
| Stefano Orsetti                              | Borgo a Mozzano            | -                        | Eletto il 27 dicembre 1863 |
| Francesco Saverio Vegezzi                    | Borgomanero                | -                        | - |
| Giovanni Maurizio De Andreis                 | Borgo San Dalmazzo         | -                        | - |
| Giuseppe Verdi                               | Borgo San Donnino          | -                        | - |
| Raffaele Busacca dei Gallidoro               | Borgo San Lorenzo          | -                        | Cessò il 18 giugno 1865 per nomina a consigliere di Stato Non seguì altra elezione |
| Pietro Torrigiani                            | Borgotaro                  | -                        | - |
| Rodolfo D'Afflitto di Monfalcone             | Bovino                     | -                        | Cessò il 4 marzo 1861 per nomina a senatore |
| Gennaro De Filippo                           | Bovino                     | -                        | Eletto il 5 maggio 1861 Cessò il 18 giugno 1865 per nomina a consigliere di Stato Non seguì altra elezione |
| Valentino Pasini                             | Bozzolo                    | -                        | Deceduto il 4 aprile 1864 |
| Andrea Meneghini                             | Bozzolo                    | -                        | Eletto il 22 maggio 1864 |
| Desiderato Chiaves                           | Bra                        | -                        | - |
| Francesco Cuzzetti                           | Breno                      | -                        | - |
| Agostino Depretis                            | Brescia                    | -                        | Opta per il collegio di Stradella il 13 marzo 1861 |
| Solone Reccagni                              | Brescia                    | -                        | Eletto il 14 aprile 1861 Cessò il 13 dicembre 1863 per promozione a tenente generale Rieletto il 17 gennaio 1864 Deceduto il 24 marzo 1865 Non seguì altra elezione |
| Emanuele Rorà (Lucerna di)                   | Bricherasio                | -                        | - |
| Ferdinando Petruccelli della Gattina         | Brienza                    | -                        | - |
| Cesare Braico                                | Brindisi                   | -                        | Cessò il 12 ottobre 1862 per nomina ad impiego (il decreto fu comunicato alla Camera solo il 27 gennaio 1863) |
| Giuseppe Camassa                             | Brindisi                   | -                        | Eletto l'1 marzo 1863 Elezione annullata il 24 marzo 1863 |
| Gaetano Brunetti                             | Brindisi                   | -                        | Eletto il 3 maggio 1863 Dimessosi l'8 gennaio 1864 Rieletto il 31 gennaio 1864 |
| Giuseppe Sirtori                             | Brivio                     | -                        | Opta per il collegio di Milano IV il 13 marzo 1861 |
| Benedetto Cairoli                            | Brivio                     | -                        | Eletto il 14 aprile 1861 Dimessosi il 7 gennaio 1864 |
| Carlo Prinetti                               | Brivio                     | -                        | Eletto il 31 gennaio 1864 |
| Emanuele Marliani                            | Budrio                     | -                        | Cessò il 30 novembre 1862 per nomina a senatore |
| Carlo De Franchis                            | Budrio                     | -                        | Eletto il 18 gennaio 1863 |
| Paolo Carlo Turati                           | Busto Arsizio              | -                        | Deceduto il 24 luglio 1861 |
| Paolo Emilio Beretta                         | Busto Arsizio              | -                        | Eletto il 29 settembre 1861 Deceduto il 5 maggio 1863 |
| Ercole Lualdi                                | Busto Arsizio              | -                        | Eletto il 14 giugno 1863 |
| Francesco Ferrara                            | Caccamo                    | -                        | Elezione annullata il 5 marzo 1861 |
| Lucio Tasca                                  | Caccamo                    | -                        | Eletto il 14 aprile 1861 Dimessosi il 5 marzo 1864 |
| Agostino Bertani                             | Caccamo                    | -                        | Eletto il 17 aprile 1864 Elezione annullata il 13 luglio 1864 |
| Francesco Venturelli                         | Caccamo                    | -                        | Eletto il 22 agosto 1864 |
| Raffaele Lambruschini                        | Cagli                      | -                        | Elezione annullata l'1 marzo 1861 per essere già nominato senatore |
| Giovanni Battista Michelini                  | Cagli                      | -                        | Eletto il 14 aprile 1861 |
| Francesco Maria Serra                        | Cagliari                   | -                        | Sorteggiato il 24 maggio 1861 per eccedenza dei deputati magistrati |
| Giovanni Meloni Baille                       | Cagliari                   | -                        | Eletto il 30 giugno 1861 Cessò il 26 marzo 1865 per richiamo in attività di servizio Non seguì altra elezione |
| Apollo Sanguinetti                           | Cairo Montenotte           | -                        | - |
| Francesco Garofano                           | Caiazzo                    | -                        | - |
| Simone Corleo                                | Calatafimi                 | -                        | Cessò il 10 gennaio 1864 per nomina a professore |
| Luigi Alfonso Miceli                         | Calatafimi                 | -                        | Eletto il 21 febbraio 1864 |
| Filippo Cordova                              | Caltagirone                | -                        | Opta per il collegio di Caltanissetta il 20 marzo 1861 Rieletto il 7 aprile 1861 Cessò il 12 giugno 1861 per nomina a ministro Rieletto il 23 giugno 1861 Cessò il 17 agosto 1862 per nomina a consigliere di Stato Rieletto il 9 novembre 1862 Elezione annullata il 24 novembre 1862 Rieletto il 21 dicembre 1862 |
| Filippo Cordova                              | Caltanissetta              | -                        | Cessò l'1 aprile 1861 per nomina a segretario generale |
| Vincenzo Pugliese Giannone                   | Caltanissetta              | -                        | Eletto il 10 maggio 1861 |
| Carlo Alfieri di Sostegno                    | Caluso                     | -                        | - |
| Lorenzo Valerio                              | Camerino                   | -                        | Elezione annullata il 7 marzo 1861 |
| Cesare Valerio                               | Camerino                   | -                        | Eletto il 14 aprile 1861 |
| Francesco Mandoj Albanese                    | Campagna                   | -                        | Elezione annullata il 27 marzo 1861 Rieletto il 21 aprile 1861 |
| Adriano Mari                                 | Campi Bisenzio             | -                        | - |
| Sigismondo Castromediano                     | Campi Salentina            | -                        | - |
| Liborio Romano                               | Campobasso                 | -                        | Opta per il collegio di Tricase il 20 marzo 1861 |
| Leopoldo Cannavina                           | Campobasso                 | -                        | Eletto il 14 aprile 1861 |
| Vito d'Ondes Reggio                          | Canicattì                  | Conservatore cattolico   | - |
| Rocco Positano                               | Capaccio                   | -                        | Cessò il 6 aprile 1862 per nomina a consigliere d'appello |
| Antonio Alfieri d'Evandro                    | Capaccio                   | -                        | Eletto il 17 agosto 1862 Deceduto il 3 febbraio 1865 |
| Francesco Giordano                           | Capaccio                   | -                        | Eletto il 19 marzo 1865 Elezione annullata il 24 aprile 1865 Non seguì altra elezione |
| Isidoro Del Re                               | Capannori                  | -                        | Dimessosi il 2 giugno 1863 |
| Francesco Carrara                            | Capannori                  | -                        | Eletto il 5 luglio 1863 Elezione annullata il 18 luglio 1863 |
| Carlo Massei                                 | Capannori                  | -                        | Eletto il 16 agosto 1863 |
| Alessandro Bianchi                           | Capriata d'Orba            | -                        | - |
| Giuseppe Bravi                               | Caprino Bergamasco         | -                        | Dimessosi il 20 maggio 1863 |
| Cesare Cantù                                 | Caprino Bergamasco         | -                        | Eletto il 5 luglio 1863 Elezione annullata il 23 dicembre 1863 Rieletto il 31 gennaio 1864 |
| Giuseppe Leonetti                            | Capua                      | -                        | - |
| Sebastiano Tecchio                           | Carmagnola                 | -                        | - |
| Achille Menotti                              | Carpi                      | -                        | - |
| Filippo Mellana                              | Casale Monferrato          | -                        | - |
| Angelo Brofferio                             | Casalmaggiore              | -                        | Opta per il collegio di Castelnovo ne' Monti il 13 marzo 1861 |
| Francesco Domenico Guerrazzi                 | Casalmaggiore              | -                        | Eletto il 14 aprile 1861 Dimessosi il 4 gennaio 1864 |
| Giuseppe Garibaldi                           | Casalmaggiore              | -                        | Eletto il 31 gennaio 1864 Elezione annullata il 20 febbraio 1864 |
| Alberto Cavalletto                           | Casalmaggiore              | -                        | Eletto il 13 marzo 1864 |
| Beniamino Caso                               | Caserta                    | -                        | - |
| Francesco Proto Carafa                       | Casoria                    | -                        | Dimessosi il 29 novembre 1861 |
| Lorenzo Jacovelli                            | Casoria                    | -                        | Eletto il 5 gennaio 1862 Elezione annullata il 25 luglio 1862 Rieletto il 28 dicembre 1862 Elezione annullata il 3 febbraio 1863 Rieletto l'8 marzo 1863 Elezione annullata il 30 marzo 1863 |
| Michele Praus                                | Casoria                    | -                        | Eletto il 7 settembre 1862 Elezione annullata il 24 novembre 1862 |
| Valerio Beneventani                          | Casoria                    | -                        | Eletto il 3 maggio 1863 |
| Giuseppe Pace                                | Cassano all'Ionio          | -                        | - |
| Antonio Tari                                 | Cassino                    | -                        | Cessò il 20 dicembre 1861 per nomina a professore |
| Enrico Pessina                               | Cassino                    | -                        | Eletto il 19 gennaio 1862 |
| Mariano Ruggiero                             | Castellammare di Stabia    | -                        | - |
| Antonio Zanolini                             | Castelmaggiore             | -                        | Cessò il 17 settembre 1864 per nomina a senatore |
| Gioacchino Napoleone Pepoli                  | Castelmaggiore             | -                        | Eletto il 16 ottobre 1864 |
| Eugenio Pelosi                               | Castelnuovo di Garfagnana  | -                        | - |
| Angelo Brofferio                             | Castelnovo ne' Monti       | -                        | - |
| Giuseppe Torelli                             | Castel San Giovanni        | -                        | Opta per il collegio di Correggio il 13 marzo 1861 |
| Lodovico Marazzani Visconti Terzi            | Castel San Giovanni        | -                        | Eletto il 14 aprile 1861 |
| Francesco Crispi                             | Castelvetrano              | -                        | - |
| Luigi Melegari                               | Castiglione delle Stiviere | -                        | - |
| Giacomo Sacchero                             | Castroreale                | -                        | Dimessosi il 7 marzo 1863 |
| Salvatore Majorana Calatabiano               | Castroreale                | -                        | Eletto il 12 aprile 1863 Elezione annullata il 7 maggio 1863 Rieletto il 24 maggio 1863 Elezione annullata il 15 giugno 1863 |
| Antonino Fazio Salvio                        | Castroreale                | -                        | Eletto il 12 luglio 1863 |
| Antonio La Terza                             | Castrovillari              | -                        | Dimessosi l'1 giugno 1863 |
| Domenico Damis                               | Castrovillari              | -                        | Eletto il 5 luglio 1863 |
| Salvatore Marchese                           | Catania I                  | -                        | Dimessosi 19 novembre 1862 |
| Gabriello Carnazza Puglisi                   | Catania I                  | -                        | Eletto il 21 dicembre 1862 Elezione annullata il 4 febbraio 1863 |
| Sebastiano Carnazza                          | Catania I                  | -                        | Eletto l'8 marzo 1863 Elezione annullata il 28 marzo 1863 Rieletto il 3 maggio 1863 |
| Domenico Di Casalotto (Bonaccorsi)           | Catania II                 | Destra storica           | Dimessosi 29 gennaio 1864 |
| Martino Speciale Costarelli                  | Catania II                 | -                        | Eletto il 6 marzo 1864 |
| Antonio Greco                                | Catanzaro                  | -                        | - |
| Raffaele Crea                                | Caulonia                   | -                        | Dimessosi 23 dicembre 1863 |
| Ettore Marzano                               | Caulonia                   | -                        | Eletto il 31 gennaio 1864 |
| Nicolò Turrisi Colonna                       | Cefalù                     | -                        | Opta per il collegio di Palermo II il 14 maro 1861 |
| Enrico Pirajno                               | Cefalù                     | -                        | Eletto il 7 aprile 1861 Deceduto il 15 ottobre 1864 |
| Francesco Perroni Paladini                   | Cefalù                     | -                        | Eletto il 27 novembre 1864 Elezione annullata il 14 gennaio 1865 |
| Nicola Botta                                 | Cefalù                     | -                        | Eletto il 19 febbraio 1865 |
| Francesco Borgatti                           | Cento                      | -                        | - |
| Camillo Caracciolo di Bella                  | Cerignola                  | -                        | Cessò il 22 giugno 1862 per nomina ad inviato straordinario |
| Candido Augusto Vecchi                       | Cerignola                  | -                        | Eletto il 10 agosto 1862 Dimessosi il 7 gennaio 1864 Rieletto il 31 gennaio 1864 |
| Saladino Saladini Pilastri                   | Cesena                     | -                        | Deceduto il 2 giugno 1861 |
| Giovanni Saragoni                            | Cesena                     | -                        | Eletto il 30 giugno 1861 Dimessosi il 29 gennaio 1863 |
| Pio Teodorani                                | Cesena                     | -                        | Eletto l'1 marzo 1863 |
| Severino Grattoni                            | Ceva                       | -                        | - |
| Agostino Petitti Bagliani di Roreto          | Cherasco                   | -                        | Cessò il 3 marzo 1862 per nomina a ministro Rieletto il 23 marzo 1862 Cessò il 27 settembre 1864 per nomina a ministro Rieletto il 16 ottobre 1864 |
| Damiano Assanti                              | Chiaravalle Centrale       | -                        | - |
| Berardo Maggi                                | Chiari                     | -                        | - |
| Giacomo Racioppi                             | Chiaromonte                | -                        | Elezione annullata il 28 febbraio 1861 |
| Francesco Lovito                             | Chiaromonte                | -                        | Eletto il 28 aprile 1861 |
| Stefano Castagnola                           | Chiavari                   | -                        | - |
| Vittorio Villa                               | Chieri                     | -                        | - |
| Luigi Carlo Farini                           | Chieti                     | -                        | Opta per il collegio di Crescentino il 13 marzo 1861 |
| Giovanni De Sanctis                          | Chieti                     | -                        | Eletto il 14 aprile 1861 |
| Paolo Viora                                  | Chivasso                   | -                        | - |
| Cesare Napoletano                            | Cicciano                   | -                        | - |
| Matteo Pescatore                             | Cirié                      | -                        | Sorteggiato il 24 maggio 1861 per eccedenza del numero di deputati magistrati |
| Luigi Mongini                                | Cirié                      | -                        | Eletto il 30 giugno 1861 Elezione annullata il 5 luglio 1861 |
| Maurizio Farina                              | Cirié                      | -                        | Eletto il 4 agosto 1861 |
| Leopoldo Cempini                             | Città di Castello          | -                        | - |
| Salvatore Tommasi                            | Cittaducale                | -                        | Sorteggiato il 24 maggio 1861 per eccedenza del numero di deputati professori |
| Giuseppe Govone                              | Cittaducale                | -                        | Eletto il 30 giugno 1861 Cessò il 13 dicembre 1863 per promozione a tenente generale Rieletto il 10 gennaio 1864 |
| Diomede Marvasi                              | Cittanova                  | -                        | Elezione annullata il 4 marzo 1861 Rieletto il 7 aprile 1861 Elezione annullata il 25 giugno 1861 |
| Francesco Muratori                           | Cittanova                  | -                        | Eletto l'11 agosto 1861 Dimessosi il 10 marzo 1863 |
| Antonino Plutino                             | Cittanova                  | -                        | Eletto il 19 aprile 1863 |
| Francesco De Blasiis                         | Città Sant'Angelo          | -                        | Cessò il 4 febbraio 1864 per nomina a segretario generale Rieletto il 14 febbraio 1864 Cessò il 18 giugno 1865 per nomina a consigliere di Stato Non seguì altra elezione |
| Antonio Testa                                | Clusone                    | -                        | Elezione annullata l'8 marzo 1861 Rieletto il 7 aprile 1861 |
| Valentino Pasini                             | Codogno                    | -                        | Opta per il collegio di Bozzolo il 15 marzo 1861 |
| Angelo Grossi                                | Codogno                    | -                        | Eletto il 14 aprile 1861 |
| Ferdinando Andreucci                         | Colle di Val d'Elsa        | -                        | - |
| Pietro Conti                                 | Comacchio                  | -                        | - |
| Paolo Paternostro                            | Comiso                     | -                        | - |
| Giovanni Giovio                              | Como I                     | -                        | - |
| Gaetano Scalini                              | Como II                    | Destra storica           | - |
| Camillo Caracciolo di Bella                  | Conversano                 | -                        | Opta per il collegio di Cerignola il 4 marzo 1861 |
| Giuseppe Lazzaro                             | Conversano                 | -                        | Eletto il 14 aprile 1861 Elezione annullata il 26 giugno 1861 Rieletto il 4 agosto 1861 |
| Vincenzo Vischi                              | Corato                     | -                        | - |
| Vincenzo Sprovieri                           | Corigliano Calabro         | -                        | - |
| Vincenzo Di Marco                            | Corleone                   | -                        | Dimessosi il 29 gennaio 1863 |
| Angelo Bargoni                               | Corleone                   | -                        | Eletto l'1 marzo 1863 |
| Camillo Boldoni                              | Corleto Perticara          | -                        | Cessò il 30 marzo 1862 per promozione a maggior generale |
| Federico Campanella                          | Corleto Perticara          | -                        | Eletto il 22 giugno 1862 Dimessosi il 21 dicembre 1863 |
| Giuseppe Garibaldi                           | Corleto Perticara          | -                        | Eletto il 31 gennaio 1864 |
| Giuseppe Torelli                             | Correggio                  | -                        | - |
| Giuseppe Maccabruni                          | Corteolona                 | -                        | - |
| Sansone D'Ancona                             | Cortona                    | -                        | - |
| Donato Morelli                               | Cosenza                    | -                        | - |
| Quintino Sella                               | Cossato                    | -                        | Elezione annullata il 6 marzo 1861 Rieletto il 7 aprile 1861 Cessò il 3 marzo 1862 per nomina a ministro Rieletto il 23 marzo 1862 Cessò il 28 settembre 1864 per nomina a ministro Rieletto il 16 ottobre 1864 |
| Giovanni Barracco                            | Cotrone                    | -                        | - |
| Faustino Sanseverino Vimercati               | Crema                      | -                        | - |
| Mauro Macchi                                 | Cremona                    | -                        | - |
| Luigi Carlo Farini                           | Crescentino                | -                        | Cessò l'8 dicembre 1862 per nomina a ministro Rieletto l'11 gennaio 1863 |
| Giuseppe Arconati Visconti                   | Cuggiono                   | -                        | - |
| Carlo Brunet                                 | Cuneo                      | -                        | - |
| Terenzio Mamiani della Rovere                | Cuorgnè                    | -                        | Cessò il 12 giugno 1861 per nomina ad inviato straordinario |
| Ferdinando Pinelli                           | Cuorgnè                    | -                        | Eletto il 7 luglio 1861 Cessò il 31 dicembre 1863 per promozione a tenente generale Rieletto il 24 gennaio 1864 Deceduto il 5 marzo 1865 |
| Trofimo Arnulfi                              | Cuorgnè                    | -                        | Eletto il 9 aprile 1865 |
| Antonio Allievi                              | Desio                      | -                        | Dimessosi il 17 luglio 1864 Rieletto il 14 agosto 1864 |
| Pietro Boschi                                | Domodossola                | -                        | Opta per il collegio di Mortara il 13 marzo 1861 |
| Giovanni Belli                               | Domodossola                | -                        | Eletto il 14 aprile 1861 |
| Giacomo Rovera                               | Dronero                    | -                        | - |
| Antonio Salvagnoli Marchetti                 | Empoli                     | -                        | - |
| Giuseppe Gadda                               | Erba                       | -                        | Cessò il 22 giugno 1862 per nomina a prefetto |
| Pietro Rusconi                               | Erba                       | -                        | Eletto il 20 luglio 1862 Elezione annullata il 31 luglio 1862 Rieletto il 31 agosto 1862 Elezione annullata il 20 novembre 1862 Rieletto il 21 dicembre 1862 Elezione annullata il 30 gennaio 1863 |
| Federico Bellazzi                            | Erba                       | -                        | Eletto l'8 marzo 1863 |
| Luigi Mercantini                             | Fabriano                   | -                        | Elezione annullata il 15 marzo 1861 |
| Giovanni Battista Carletti Giampieri         | Fabriano                   | -                        | Eletto il 14 aprile 1861 |
| Giacomo Sacchi                               | Faenza                     | -                        | - |
| Gioacchino Rasponi                           | Fano                       | -                        | Opta per il collegio di Ravenna I il 20 marzo 1861 |
| Gabrielangelo Gabrielli                      | Fano                       | -                        | Eletto il 14 aprile 1861 Cessò il 17 agosto 1862 per nomina a consigliere di prefettura |
| Camillo Marcolini                            | Fano                       | -                        | Eletto il 26 ottobre 1862 Dimessosi il 30 maggio 1864 |
| Ludovico Bertozzi                            | Fano                       | -                        | Eletto il 17 luglio 1864 |
| Giovanni Battista Gigliucci                  | Fermo                      | -                        | - |
| Francesco Carlo Mayr                         | Ferrara I                  | -                        | Dimessosi il 29 gennaio 1863 |
| Gherardo Prosperi                            | Ferrara I                  | -                        | Eletto l'8 marzo 1863 |
| Carlo Grillenzoni                            | Ferrara II                 | -                        | - |
| Giuseppe Mischi                              | Fiorenzuola d'Arda         | -                        | - |
| Ubaldino Peruzzi                             | Firenze I                  | Destra storica           | Cessò il 14 febbraio 1861 per nomina a ministro Rieletto il 20 marzo 1861 Cessò l'8 dicembre 1862 per nomina a ministro Rieletto il 18 gennaio 1863 |
| Bettino Ricasoli                             | Firenze II                 | Destra storica           | Cessò il 12 giugno 1861 per nomina a ministro Rieletto il 23 giugno 1861 |
| Lorenzo Ginori Lisci                         | Firenze III                | -                        | Cessò il 13 marzo 1864 per nomina a senatore |
| Ermolao Rubieri                              | Firenze III                | -                        | Eletto l'8 maggio 1864 |
| Emilio Cipriani                              | Firenze IV                 | -                        | - |
| Giuseppe Ricciardi                           | Foggia                     | Estrema sinistra storica | Dimessosi il 17 dicembre 1863 Rieletto il 31 gennaio 1864 |
| Tiberio Berardi                              | Foligno                    | -                        | - |
| Cesare Albicini                              | Forlì                      | -                        | Cessò il 22 marzo 1861 per nomina a professore Rieletto il 14 aprile 1861 Cessò il 28 novembre 1861 per nomina a professore |
| Alessandro Mazzoni                           | Forlì                      | -                        | Eletto il 26 gennaio 1862 |
| Vincenzo Buonomo                             | Formia                     | -                        | Elezione annullata il 3 marzo 1861 |
| Elia Della Croce                             | Formia                     | -                        | Eletto il 26 maggio 1861 |
| Ignazio Pettinengo (De Genova di)            | Fossano                    | -                        | Cessò il 5 settembre 1861 per nomina a luogotenente Rieletto il 13 ottobre 1861 |
| Giovanni Interdonato                         | Francavilla di Sicilia     | -                        | Elezione annullata il 23 marzo 1861 |
| Pietro Interdonato Ruffo                     | Francavilla di Sicilia     | -                        | Eletto il 21 luglio 1861 Elezione annullata il 30 gennaio 1862 |
| Luigi Castellani Fantoni                     | Francavilla di Sicilia     | -                        | Eletto il 9 marzo 1862 Elezione annullata il 12 aprile 1862 Rieletto il 4 maggio 1862 |
| Francesco Restelli                           | Gallarate                  | -                        | - |
| Bonaventura Mazzarella                       | Gallipoli                  | -                        | Sorteggiato il 24 maggio 1861 per eccedenza del numero di deputati magistrati |
| Giuseppe Romano                              | Gallipoli                  | -                        | Eletto il 30 giugno 1861 |
| Giuseppe Ferrari                             | Gavirate                   | Estrema sinistra storica | - |
| Vincenzo Ricci                               | Genova I                   | -                        | - |
| Nino Bixio                                   | Genova II                  | Estrema sinistra storica | - |
| Giovanni Ricci                               | Genova III                 | Destra storica           | Cessò l'8 dicembre 1862 per nomina a ministro Rieletto il 18 gennaio 1863 |
| Gerardo Carafa (dei principi di Rocella)     | Gerace                     | -                        | - |
| Donato Cocco                                 | Gessopalena                | -                        | - |
| Alessandro Grassi                            | Giarre                     | -                        | - |
| Giuseppe Del Re                              | Gioia del Colle            | -                        | Elezione annullata il 10 aprile 1861 Rieletto il 5 maggio 1861 Deceduto l'11 novembre 1864 |
| Vincenzo Rogadeo                             | Gioia del Colle            | -                        | Eletto il 25 dicembre 1864 |
| Emerico Amari                                | Girgenti                   | -                        | Opta per il collegio di Palermo I il 20 marzo 1861 |
| Giambattista Picone                          | Girgenti                   | -                        | Eletto il 14 aprile 1861 Dimessosi il 7 marzo 1862 |
| Luigi La Porta                               | Girgenti                   | -                        | Eletto il 13 aprile 1862 Dimessosi il 7 gennaio 1864 Rieletto il 22 gennaio 1864 |
| Carlo Acquaviva d'Aragona                    | Giulianova                 | -                        | - |
| Giovanni Capellari Della Colomba             | Gorgonzola                 | -                        | Elezione annullata il 6 marzo 1861 |
| Giuseppe Robecchi                            | Gorgonzola                 | -                        | Eletto il 14 aprile 1861 |
| Giovanni Morandini                           | Grosseto                   | -                        | - |
| Ignazio Ribotti                              | Guastalla                  | -                        | Deceduto il 27 settembre 1864 |
| Carlo Guerrieri Gonzaga                      | Guastalla                  | -                        | Eletto il 23 ottobre 1864 |
| Pietro Efisio Leo                            | Iglesias                   | -                        | Cessò il 15 ottobre 1863 per promozione a consigliere di cassazione Rieletto il 27 dicembre 1863 |
| Rodolfo Audinot                              | Imola                      | -                        | Opta per il collegio di Vergato il 13 marzo 1861 |
| Carlo Rusconi                                | Imola                      | -                        | Eletto il 14 aprile 1861 Elezione annullata il 25 aprile 1861 |
| Augusto Nomis di Cossilla                    | Imola                      | -                        | Eletto il 26 maggio 1861 Cessò l'11 gennaio 1863 per nomina a prefetto |
| Giacomo Medici del Vascello                  | Imola                      | -                        | Eletto l'8 febbraio 1863 |
| Giuseppe Zanardelli                          | Iseo                       | -                        | - |
| Stefano Jadopi                               | Isernia                    | -                        | - |
| Giuseppe Michele Grixoni                     | Isili                      | -                        | - |
| Giuseppe Brida di Lessolo                    | Ivrea                      | -                        | - |
| Antonio Colocci                              | Jesi                       | -                        | - |
| Nicola Nisco                                 | Lacedonia                  | -                        | Elezione annullata il 3 marzo 1861 |
| Antonio Miele                                | Lacedonia                  | -                        | Eletto il 14 aprile 1861 Elezione annullata il 5 luglio 1861 Rieletto l'11 agosto 1861 Elezione annullata il 22 novembre 1861 Rieletto il 29 dicembre 1861 Elezione annullata il 14 giugno 1862 |
| Serafino Soldi                               | Lacedonia                  | -                        | Eletto il 27 luglio 1862 |
| Giacinto Albini                              | Lagonegro                  | -                        | Elezione annullata il 15 marzo 1861 |
| Francesco Maria Gallo                        | Lagonegro                  | -                        | Eletto il 14 aprile 1861 |
| Giuseppe Vergili                             | Lanciano                   | -                        | Cessò il 17 marzo 1861 per promozione a tenente colonnello Rieletto il 28 aprile 1861 Cessò il 30 ottobre 1862 per promozione a colonnello |
| Angelo Camerini                              | Lanciano                   | -                        | Eletto il 7 dicembre 1862 |
| Antonio Gallenga                             | Langhirano                 | Destra storica           | Dimessosi l'11 luglio 1864 |
| Guido Della Rosa                             | Langhirano                 | -                        | Eletto il 21 agosto 1864 |
| Efisio Cugia di Sant'Orsola                  | Lanusei                    | Destra storica           | Cessò il 21 aprile 1863 per nomina a ministro Rieletto il 31 maggio 1863 |
| Paolo Massa                                  | Lanzo Torinese             | -                        | - |
| Giuseppe Panattoni                           | Lari                       | -                        | - |
| Lorenzo Jacampo                              | Larino                     | -                        | - |
| Vincenzo Cepolla                             | Lecce                      | -                        | - |
| Tommaso Agudio                               | Lecco                      | -                        | - |
| Francesco Longo                              | Leno                       | -                        | Cessò il 31 novembre 1862 per nomina a senatore |
| Michele Corinaldi                            | Leno                       | -                        | Eletto il 18 gennaio 1863 Elezione annullata il 5 febbraio 1863 Rieletto il 15 marzo 1863 |
| Angelo Bo                                    | Levanto                    | -                        | Sorteggiato il 24 maggio 1861 per eccedenza del numero di deputati professori |
| Giacinto Massola                             | Levanto                    | -                        | Eletto il 30 giugno 1861 |
| Giovanni Fabrizi                             | Livorno I                  | -                        | - |
| Vincenzo Malenchini                          | Livorno II                 | -                        | - |
| Francesco Colombani                          | Lodi                       | -                        | Deceduto il 16 novembre 1864 |
| Paolo Griffini                               | Lodi                       | -                        | Eletto il 25 dicembre 1864 |
| Emilio Broglio                               | Lonato                     | Destra storica           | - |
| Giovenale Vegezzi Ruscalla                   | Lucca                      | -                        | - |
| Gaetano De Peppo                             | Lucera                     | -                        | Deceduto il 27 novembre 1863 |
| Cesare Braico                                | Lucera                     | -                        | Eletto il 17 gennaio 1864 |
| Silvestro Gherardi                           | Lugo                       | -                        | Cessò l'1 ottobre 1862 per nomina a preside |
| Angelo Marescotti                            | Lugo                       | -                        | Eletto il 7 dicembre 1862 |
| Diomede Pantaleoni                           | Macerata                   | -                        | Dimessosi il 24 novembre 1862 |
| Giuseppe Briganti Bellini                    | Macerata                   | -                        | Eletto il 21 dicembre 1862 |
| Stanislao Caboni                             | Macomer                    | -                        | Dimessosi il 13 dicembre 1861 |
| Riccardo Sineo                               | Macomer                    | Sinistra storica         | Eletto il 19 gennaio 1862 |
| Oronzio De Donno                             | Maglie                     | -                        | Sorteggiato il 24 maggio 1861 per eccedenza del numero di deputati magistrati Rieletto il 29 dicembre 1861 |
| Giacomo Lacaita                              | Maglie                     | -                        | Eletto il 30 giugno 1861 Opta per il collegio di Bitonto il 22 novembre 1861 |
| Nicola Schiavoni Carissimo                   | Manduria                   | -                        | - |
| Ruggero Bonghi                               | Manfredonia                | Destra storica           | - |
| Angelo Camillo De Meis                       | Manoppello                 | -                        | Elezione annullata il 23 marzo 1861 |
| Raffaele Lanciano                            | Manoppello                 | -                        | Eletto il 27 aprile 1861 |
| Gregorio Ugdulena                            | Marsala                    | Sinistra storica         | Sorteggiato il 24 maggio 1861 per eccedenza del numero di deputati professori Rieletto il 23 giugno 1861 |
| Ercole Oldofredi Tadini                      | Martinengo                 | -                        | Cessò il 30 giugno 1861 per nomina a intendente generale |
| Francesco Cedrelli                           | Martinengo                 | -                        | Eletto l'11 agosto 1861 |
| Domenico Cucchiari                           | Massa Carrara              | -                        | - |
| Giuseppe Libertini                           | Massafra                   | -                        | Dimessosi il 5 gennaio 1864 |
| Francesco Zaccaria                           | Massafra                   | -                        | Eletto il 31 gennaio 1864 |
| Filippo De Blasio                            | Matera                     | -                        | Elezione annullata il 15 marzo 1861 |
| Pasquale Serra                               | Matera                     | -                        | Proclamato dalla Camera il 15 marzo 1861 Dimessosi il 22 aprile 1863 |
| Gioacchino Cutinelli Rendina                 | Matera                     | -                        | Eletto il 31 maggio 1863 |
| Guido Borromeo                               | Melegnano                  | -                        | Cessò il 4 gennaio 1863 per nomina a segretario generale Rieletto l'8 febbraio 1863 |
| Giacinto Albini                              | Melfi                      | -                        | Elezione annullata il 15 marzo 1861 |
| Francesco Domenico Guerrazzi                 | Melfi                      | -                        | Eletto il 7 aprile 1861 Opta per il collegio di Casalmaggiore il 27 maggio 1861 |
| Achille Argentino                            | Melfi                      | -                        | Eletto il 30 giugno 1861 |
| Agostino Plutino                             | Melito di Porto Salvo      | -                        | - |
| Achille Polti                                | Menaggio                   | -                        | - |
| Raffaele Conforti                            | Mercato San Severino       | Sinistra storica         | Cessò il 7 aprile 1862 per nomina a ministro Rieletto il 4 maggio 1862 |
| Giuseppe Natoli                              | Messina I                  | Destra storica           | Cessò il 22 marzo 1861 per nomina a ministro Rieletto il 21 aprile 1861 Cessò il 10 luglio 1861 per nomina a governatore |
| Emanuele Pancaldo                            | Messina I                  | Estrema sinistra storica | Eletto il 29 settembre 1861 Dimessosi l'1 aprile 1865 Non seguì altra elezione |
| Giuseppe La Farina                           | Messina II                 | Destra storica           | Deceduto il 5 settembre 1863 |
| Giorgio Tamajo                               | Messina II                 | -                        | Eletto il 18 ottobre 1863 |
| Ambrogio Trezzi                              | Milano I                   | -                        | - |
| Carlo Tenca                                  | Milano II                  | -                        | - |
| Antonio Mosca                                | Milano III                 | -                        | - |
| Giuseppe Sirtori                             | Milano IV                  | Sinistra storica         | - |
| Enrico Cialdini                              | Milano V                   | -                        | Opta per il collegio di Reggio Emilia il 13 marzo 1861 |
| Giuseppe Finzi                               | Milano V                   | -                        | Eletto il 14 aprile 1861 |
| Domenico Piraino                             | Milazzo                    | -                        | Cessò l'11 aprile 1861 per nomina a governatore |
| Agostino Bertani                             | Milazzo                    | Estrema sinistra storica | Eletto il 5 maggio 1861 Dimessosi il 19 dicembre 1863 |
| Giacomo Macri                                | Milazzo                    | -                        | Eletto il 31 gennaio 1864 |
| Salvatore Majorana Cucuzzella                | Militello                  | -                        | - |
| Savino Scocchera                             | Minervino Murge            | -                        | - |
| Eduardo Grella                               | Mirabella Eclano           | -                        | - |
| Carlo Pepoli                                 | Mirandola                  | -                        | Cessò il 30 novembre 1862 per nomina a senatore |
| Agostino Porrino                             | Mirandola                  | -                        | Eletto il 18 gennaio 1863 Deceduto il 5 marzo 1863 |
| Giuseppe Bella                               | Mirandola                  | -                        | Eletto il 19 aprile 1863 Cessò il 31 dicembre 1863 per promozione a ispettore |
| Leonardo Salimbeni                           | Mirandola                  | -                        | Eletto il 31 gennaio 1864 |
| Giuseppe Salomone                            | Mistretta                  | -                        | Dimessosi il 12 dicembre 1861 |
| Francesco Camerata Scovazzo                  | Mistretta                  | -                        | Eletto il 19 gennaio 1862 |
| Giuseppe Malmusi                             | Modena I                   | -                        | Dimessosi il 24 febbraio 1862 |
| Claudio Sandonnini                           | Modena I                   | -                        | Eletto il 6 aprile 1862 |
| Ignazio Tonelli                              | Modena II                  | -                        | - |
| Francesco Giardina                           | Modica                     | -                        | Dimessosi l'11 dicembre 1862 |
| Alberto Mario                                | Modica                     | Estrema sinistra storica | Eletto l'11 gennaio 1863 Dimessosi l'11 marzo 1863 |
| Carlo Papa                                   | Modica                     | -                        | Eletto il 12 aprile 1863 |
| Ottavio Tupputi                              | Molfetta                   | -                        | Cessò il 27 marzo 1861 per nomina a senatore |
| Luigi Minervini                              | Molfetta                   | -                        | Eletto il 28 aprile 1861 |
| Giorgio Borsarelli                           | Mondovì                    | -                        | - |
| Flaminio Valenti                             | Monopoli                   | -                        | - |
| Salvatore Calvino                            | Monreale                   | -                        | - |
| Celestino Bianchi                            | Montalcino                 | -                        | Cessò il 4 marzo 1861 per nomina a segretario generale |
| Tiberio Sergardi                             | Montalcino                 | -                        | Eletto il 14 aprile 1861 |
| Luigi Amedeo Melegari                        | Montecchio                 | Sinistra storica         | Cessò il 30 novembre 1862 per nomina a senatore |
| Carlo Passaglia                              | Montecchio                 | -                        | Eletto il 18 gennaio 1863 Elezione annullata il 4 febbraio 1863 Rieletto l'1 marzo 1863 Cessò il 3 novembre 1864 per richiamo dall'aspettativa come professore |
| Amos Ronchei                                 | Montecchio                 | -                        | Eletto il 4 dicembre 1864 |
| Francesco Antonio Mazziotti                  | Montecorvino Rovella       | Conservatore cattolico   | Opta per il collegio di Torchiara il 2 marzo 1861 |
| Ulisse De Dominicis                          | Montecorvino Rovella       | -                        | Eletto il 14 aprile 1861 Deceduto il 21 gennaio 1862 |
| Pasquale Budetta                             | Montecorvino Rovella       | -                        | Eletto il 2 marzo 1862 |
| Francesco Bubani                             | Montegiorgio               | -                        | - |
| Benedetto Musolino                           | Monteleone Calabro         | -                        | - |
| Giuseppe Canestrini                          | Montepulciano              | -                        | Cessò per nomina a prefetto di biblioteca (comunicato alla Camera il 18 novembre 1862) |
| Zelindo Ciro Boddi                           | Montepulciano              | -                        | Eletto il 7 dicembre 1862 |
| Paolo Emilio Imbriani                        | Montesarchio               | -                        | Opta per il collegio di Avellino il 16 marzo 1861 |
| Enrico Cosenz                                | Montesarchio               | -                        | Eletto il 14 aprile 1861 Opta per il collegio di Pesaro il 22 maggio 1861 |
| Giuseppe Avezzana                            | Montesarchio               | -                        | Eletto il 30 giugno 1861 |
| Carlo Fenzi                                  | Montevarchi                | -                        | - |
| Andrea Lissoni                               | Monza                      | -                        | Dimessosi il 10 marzo 1863 |
| Carlo Ferrario                               | Monza                      | -                        | Eletto il 19 aprile 1863 |
| Nicola Giacchi                               | Morcone                    | -                        | - |
| Pietro Boschi                                | Mortara                    | -                        | Dimessosi il 3 gennaio 1862 |
| Angelo Valvassori                            | Mortara                    | -                        | Eletto il 2 febbraio 1862 Elezione annullata il 15 febbraio 1862 |
| Luigi Marchetti                              | Mortara                    | -                        | Eletto il 30 marzo 1862 |
| Pasquale Magaldi                             | Muro Lucano                | -                        | Dimessosi il 20 dicembre 1863 |
| Francesco Marolda Petilli                    | Muro Lucano                | -                        | Eletto il 31 gennaio 1864 |
| Giuseppe Garibaldi                           | Napoli I                   | Estrema sinistra storica | Dimessosi il 7 gennaio 1864 Rieletto il 31 gennaio 1864 Opta per il collegio di Corleto il 9 marzo 1864 |
| Benedetto Cairoli                            | Napoli I                   | Sinistra storica         | Eletto il 17 aprile 1864 |
| Giuseppe Mirabelli                           | Napoli II                  | -                        | Sorteggiato il 24 maggio 1861 per eccedenza del numero di deputati magistrati |
| Carlo De Cesare                              | Napoli II                  | -                        | Eletto il 30 giugno 1861 |
| Carlo Poerio                                 | Napoli III                 | -                        | - |
| Filippo De Blasio                            | Napoli IV                  | -                        | Cessò l'1 aprile 1861 per nomina a segretario generale Rieletto il 30 maggio 1861 Cessò nel luglio 1861 per nomina a segretario generale (comunicato alla Camera il 20 novembre 1861) |
| Giacomo Longo                                | Napoli IV                  | -                        | Eletto il 29 dicembre 1861 |
| Luigi Settembrini                            | Napoli V                   | -                        | Elezione annullata il 6 marzo 1861 |
| Amilcare Anguissola                          | Napoli V                   | -                        | Eletto il 14 aprile 1861 |
| Antonio Ranieri                              | Napoli VI                  | -                        | - |
| Roberto Savarese                             | Napoli VII                 | -                        | Dimessosi il 16 marzo 1861 |
| Gennaro Di San Donato (Sambiase Sanseverino) | Napoli VII                 | -                        | Eletto il 14 aprile 1861 |
| Liborio Romano                               | Napoli VIII                | -                        | Opta per il collegio di Tricase il 20 marzo 1861 |
| Oronzio Gabriele Costa                       | Napoli VIII                | -                        | Eletto il 14 aprile 1861 |
| Pietro Perez Navarrete di Laterza            | Napoli IX                  | -                        | Dimessosi il 27 marzo 1861 |
| Pietro Palomba                               | Napoli IX                  | -                        | Eletto il 30 maggio 1861 |
| Michele Persico                              | Napoli X                   | -                        | Dimessosi il 18 novembre 1862 |
| Paolo Cortese                                | Napoli X                   | -                        | Eletto il 21 dicembre 1862 Cessò il 30 giugno 1865 per nomina a segretario generale Non seguì altra elezione |
| Silvio Spaventa                              | Napoli XI                  | -                        | Opta per il collegio di Vasto il 13 marzo 1861 |
| Aurelio Saliceti                             | Napoli XI                  | -                        | Eletto il 14 aprile 1861 Deceduto il 22 gennaio 1862 |
| Luigi Giordano                               | Napoli XI                  | -                        | Eletto il 2 marzo 1862 |
| Enrico Castellano                            | Napoli XII                 | -                        | - |
| Francesco Anca                               | Naso                       | -                        | Elezione annullata il 2 marzo 1861 |
| Luigi Basile Basile                          | Naso                       | -                        | Eletto il 7 aprile 1861 Elezione annullata il 25 giugno 1861 Rieletto il 13 luglio 1862 |
| Francesco Camerata Scovazzo                  | Naso                       | -                        | Eletto l'11 agosto 1861 Elezione annullata il 13 luglio 1862 |
| Francesco Stocco                             | Nicastro                   | -                        | - |
| Giuseppe Bruno                               | Nicosia                    | -                        | - |
| Felice Mattei                                | Nizza Monferrato           | -                        | Cessò l'11 aprile 1861 per promozione a ispettore generale Rieletto il 19 maggio 1861 |
| Michele Pironti                              | Nocera Inferiore           | -                        | Cessò il 25 luglio 1861 per nomina a segretario generale Rieletto il 29 dicembre 1861 |
| Antonio Ciccone                              | Nola                       | Destra storica           | Cessò il 29 ottobre 1863 per nomina a segretario generale |
| Alessandro Pinto                             | Nola                       | -                        | Eletto il 20 dicembre 1863 |
| Matteo Raeli                                 | Noto                       | Destra storica           | Cessò il 20 settembre 1863 per nomina a reggente procuratore generale |
| Vincenzo Trigona di Canicarao                | Noto                       | -                        | Eletto l'8 novembre 1863 |
| Paolo Solaroli                               | Novara                     | -                        | - |
| Carlo Varese                                 | Novi Ligure                | -                        | - |
| Antonio Mureddu Cossu                        | Nuoro                      | -                        | - |
| Francesco Salaris                            | Nuraminis                  | -                        | - |
| Michele Morini                               | Oleggio                    | -                        | - |
| Casimiro Ara                                 | Oneglia                    | -                        | - |
| Giuseppe Corrias                             | Oristano                   | -                        | Dimessosi il 12 dicembre 1861 |
| Gian Maria Mura                              | Oristano                   | -                        | Eletto il 19 gennaio 1862 Elezione annullata l'11 febbraio 1862 Rieletto il 30 marzo 1862 Elezione annullata il 9 giugno 1862 |
| Gioacchino Boyl di Putifigari                | Oristano                   | -                        | Eletto il 20 luglio 1862 |
| Giuseppe De Vincenzi                         | Ortona                     | -                        | Opta per il collegio di Atri il 20 marzo 1861 |
| Rodrigo Nolli                                | Ortona                     | -                        | Eletto il 14 aprile 1861 Dimessosi il 19 giugno 1863 |
| Nicola Marcone                               | Ortona                     | -                        | Eletto il 26 luglio 1863 |
| Giacomo Bracci                               | Orvieto                    | -                        | - |
| Francesco Fiorenzi                           | Osimo                      | -                        | - |
| Vincenzo Capriolo                            | Oviglio                    | -                        | Cessò il 10 marzo 1862 per nomina a segretario generale Rieletto il 23 marzo 1862 Cessò il 30 novembre 1862 per nomina a senatore |
| Paolo Ercole                                 | Oviglio                    | -                        | Eletto il 18 gennaio 1863 |
| Giuseppe Sanna Sanna                         | Ozieri                     | -                        | - |
| Liborio Romano                               | Palata                     | -                        | Opta per il collegio di Tricase il 20 marzo 1861 |
| Giuseppe Di Martino                          | Palata                     | -                        | Eletto il 14 aprile 1861 |
| Emerico Amari                                | Palermo I                  | -                        | Sorteggiato il 24 maggio 1861 per eccedenza del numero di deputati professori Rieletto il 23 giugno 1861 Dimessosi il 7 marzo 1864 |
| Giovanni Raffaele                            | Palermo I                  | -                        | Eletto il 17 aprile 1864 |
| Nicolò Turrisi Colonna                       | Palermo II                 | -                        | Dimessosi l'1 dicembre 1862 |
| Carlo Laurenti Robaudi                       | Palermo II                 | -                        | Eletto l'11 gennaio 1863 Dimessosi il 7 gennaio 1864 Rieletto il 31 gennaio 1864 |
| Vincenzo Torrearsa (Fardella di)             | Palermo III                | -                        | Opta per il collegio di Trapani il 20 marzo 1861 |
| Antonio Mordini                              | Palermo III                | -                        | Eletto il 14 aprile 1861 |
| Giacinto Carini                              | Palermo IV                 | -                        | - |
| Raffaele Cadorna                             | Pallanza                   | -                        | Cessò il 17 marzo 1861 per promozione a tenente generale |
| Celestino Gastaldetti                        | Pallanza                   | -                        | Eletto il 14 aprile 1861 Elezione annullata il 25 giugno 1861 |
| Nicolò Rapallo                               | Pallanza                   | -                        | Eletto il 4 agosto 1861 |
| Raffaele Piria                               | Palmi                      | -                        | Cessò il 24 maggio 1862 per nomina a senatore |
| Filippo Oliva                                | Palmi                      | -                        | Eletto il 6 dicembre 1862 |
| Luigi Miceli                                 | Paola                      | Estrema sinistra storica | Dimessosi il 7 gennaio 1864 |
| Giuseppe Valitutti                           | Paola                      | -                        | Eletto il 24 gennaio 1864 |
| Giuseppe Piroli                              | Parma I                    | -                        | Cessò il 18 giugno 1865 per nomina a consigliere di Stato Non seguì altra elezione |
| Girolamo Cantelli                            | Parma II                   | Destra storica           | Cessò nel settembre 1864 per nomina a prefetto (comunicato alla Camera il 24 ottobre 1864) |
| Marcello Costamezzana                        | Parma II                   | -                        | Eletto il 23 ottobre 1864 |
| Pasquale Calvi                               | Partinico                  | -                        | - |
| Antonio Bellia Strano                        | Paternò                    | -                        | Elezione annullata il 4 marzo 1861 |
| Gabriello Carnazza Puglisi                   | Paternò                    | -                        | Eletto il 14 aprile 1861 Elezione annullata il 6 maggio 1861 |
| Antonio Battaglia Avola                      | Paternò                    | -                        | Eletto il 23 giugno 1861 |
| Michele Bertolami                            | Patti                      | -                        | - |
| Giovanni Maj                                 | Pavia                      | -                        | - |
| Gaetano Parenti                              | Pavullo                    | -                        | - |
| Clemente De Cesaris                          | Penne                      | -                        | Cessò il 7 novembre 1861 per nomina a ricevitore del circondario |
| Vittorio Sacchi                              | Penne                      | -                        | Eletto il 22 dicembre 1861 Elezione annullata il 14 febbraio 1862 Rieletto il 23 marzo 1862 Elezione annullata il 9 giugno 1862 Rieletto il 13 luglio 1862 Elezione annullata il 20 novembre 1862 |
| Giovanni Prati                               | Penne                      | -                        | Eletto l'1 novembre 1862 Elezione annullata il 20 novembre 1862 |
| Antonio De Cesaris                           | Penne                      | -                        | Eletto il 21 dicembre 1862 |
| Gioacchino Napoleone Pepoli                  | Perugia I                  | -                        | Opta per il collegio di Bologna II il 20 marzo 1861 |
| Maurizio De Sonnax (Gerbaix)                 | Perugia I                  | -                        | Eletto il 7 aprile 1861 |
| Nicola Danzetta                              | Perugia II                 | -                        | - |
| Terenzio Mamiani della Rovere                | Pesaro                     | -                        | Opta per il collegio di Cuorgnè il 20 marzo 1861 |
| Enrico Cosenz                                | Pesaro                     | -                        | Eletto il 14 aprile 1861 |
| Giovanni Cadolini                            | Pescarolo                  | -                        | - |
| Leopoldo Galeotti                            | Pescia                     | -                        | - |
| Errico Berardi                               | Pescina                    | -                        | Deceduto il 5 novembre 1862 |
| Panfilo Tabassi                              | Pescina                    | -                        | Eletto l'1 marzo 1863 |
| Vincenzo Errante                             | Petralia Soprana           | -                        | Sorteggiato il 24 maggio 1861 per eccedenza del numero di deputati magistrati |
| Filippo Santocanale                          | Petralia Soprana           | -                        | Eletto il 30 giugno 1861 |
| Filippo Grandi                               | Piacenza                   | -                        | - |
| Beniamino Caso                               | Piedimonte                 | -                        | Opta per il collegio di Caserta il 13 marzo 1861 |
| Gaetano Del Giudice                          | Piedimonte                 | -                        | Eletto il 14 aprile 1861 Dimessosi il 20 dicembre 1863 Rieletto il 24 gennaio 1864 |
| Gaetano Bichi                                | Pietrasanta                | -                        | - |
| Cesare Bertea                                | Pinerolo                   | -                        | - |
| Rinaldo Ruschi                               | Pisa                       | -                        | - |
| Didaco Macciò                                | Pistoia I                  | -                        | Deceduto il 6 gennaio 1862 |
| Enrico Betti                                 | Pistoia I                  | -                        | Eletto il 16 febbraio 1862 Elezione annullata il l'11 marzo 1862 Rieletto il 6 aprile 1862 |
| Bartolomeo Cini                              | Pistoia II                 | -                        | - |
| Stefano Jacini                               | Pizzighettone              | Destra storica           | Cessò il 28 settembre 1864 per nomina a ministro Rieletto il 16 ottobre 1864 |
| Romolo Federici                              | Poggio Mirteto             | -                        | Elezione annullata il 4 marzo 1861 |
| Giuseppe Soldini                             | Poggio Mirteto             | -                        | Eletto il 14 aprile 1861 Cessò il 18 giugno 1862 per nomina a consigliere d'appello |
| Mattia Montecchi                             | Poggio Mirteto             | -                        | Eletto il 17 agosto 1862 |
| Nicolò Antinori                              | Pontassieve                | -                        | Cessò il 10 ottobre 1861 per nomina a segretario dell'Accademia delle belle arti |
| Giuseppe Montanelli                          | Pontassieve                | -                        | Eletto il 26 gennaio 1862 Deceduto il 17 giugno 1862 |
| Stefano Siccoli                              | Pontassieve                | Estrema sinistra storica | Eletto il 27 luglio 1862 |
| Giustiniano Nicolucci                        | Pontecorvo                 | -                        | Elezione annullata il 23 maggio 1861 Rieletto il 26 giugno 1861 |
| Lazzaro Negrotto Cambiaso                    | Pontedecimo                | -                        | - |
| Giuseppe Toscanelli                          | Pontedera                  | -                        | - |
| Antonio Giuliani                             | Pontremoli                 | -                        | Elezione annullata il 3 marzo 1861 Rieletto il 7 aprile 1861 |
| Leopoldo Dorucci                             | Popoli                     | -                        | - |
| Giuseppe Airenti                             | Porto Maurizio             | -                        | Dimessosi l'8 febbraio 1865 Rieletto il 19 marzo 1865 |
| Saverio Rendina                              | Potenza                    | -                        | Dimessosi il 13 febbraio 1863 |
| Giuseppe d'Errico                            | Potenza                    | -                        | Eletto il 22 marzo 1863 |
| Antonio Scialoja                             | Pozzuoli                   | Destra storica           | Cessò l'11 settembre 1862 per nomina a consigliere della Corte dei conti |
| Antonio Carmine Scotti Galletta              | Pozzuoli                   | -                        | Eletto il 7 dicembre 1862 |
| Guglielmo De Pazzi                           | Prato                      | -                        | - |
| Casimiro Pisani                              | Prizzi                     | -                        | - |
| Mario Schininà di San Filippo                | Ragusa                     | -                        | - |
| Giorgio Ambrogio Molfino                     | Rapallo                    | -                        | - |
| Gioacchino Rasponi                           | Ravenna I                  | -                        | - |
| Pietro Beltrami                              | Ravenna II                 | -                        | Dimessosi il 17 luglio 1864 |
| Domenico Farini                              | Ravenna II                 | Sinistra storica         | Eletto il 21 agosto 1864 |
| Bellino Briganti Bellini                     | Recanati                   | -                        | - |
| Michele Casaretto                            | Recco                      | -                        | - |
| Placido De Luca                              | Regalbuto                  | -                        | Deceduto l'1 novembre 1861 |
| Luigi Gravina                                | Regalbuto                  | -                        | Eletto il 12 gennaio 1862 |
| Domenico Spanò Bolani                        | Reggio Calabria            | -                        | Elezione annullata il 15 marzo 1861 |
| Pietro Aristeo Romeo                         | Reggio Calabria            | -                        | Proclamato dalla Camera il 15 marzo 1861 |
| Enrico Cialdini                              | Reggio Emilia              | -                        | Cessò il 13 marzo 1864 per nomina a senatore |
| Giovanni Fiastri                             | Reggio Emilia              | -                        | Eletto il 26 giugno 1864 |
| Luigi Castelli                               | Rho                        | -                        | Cessò il 4 maggio 1862 per nomina a consigliere d'appello |
| Augusto Vanotti                              | Rho                        | -                        | Eletto il 22 giugno 1862 |
| Pietro Moffa                                 | Riccia                     | -                        | - |
| Oreste Biancoli                              | Rieti                      | -                        | Dimessosi il 18 maggio 1861 |
| Massimo Mautino                              | Rieti                      | -                        | Eletto il 30 giugno 1861 |
| Vincenzo Salvoni                             | Rimini                     | -                        | - |
| Valentino Pasini                             | Rocca San Casciano         | -                        | Opta per il collegio di Bozzolo il 15 marzo 1861 |
| Francesco Franchini                          | Rocca San Casciano         | -                        | Eletto il 14 aprile 1861 Elezione annullata il 13 maggio 1861 |
| Cirillo Monzani                              | Rocca San Casciano         | -                        | Eletto il 30 giugno 1861 |
| Donato Morelli                               | Rogliano Calabro           | -                        | Opta per il collegio di Cosenza il 13 marzo 1861 |
| Gaspare Marsico                              | Rogliano Calabro           | -                        | Eletto il 14 aprile 1861 |
| Pietro Compagna                              | Rossano                    | -                        | - |
| Liborio Romano                               | Sala Consilina             | -                        | Opta per il collegio di Tricase il 20 marzo 1861 |
| Domenico Abatemarco                          | Sala Consilina             | -                        | Eletto il 14 aprile 1861 |
| Giovanni D'Avossa                            | Salerno                    | -                        | Cessò il 24 maggio 1861 per nomina a vicepresidente della Superma Corte di giustizia |
| Giovanni Nicotera                            | Salerno                    | -                        | Eletto il 30 giugno 1861 Dimessosi il 19 dicembre 1863 Rieletto il 10 gennaio 1864 |
| Bernardino Maceri                            | Salò                       | -                        | Elezione annullata il 3 marzo 1861 Rieletto il 14 aprile 1861 |
| Michelangelo Tonello                         | Saluzzo                    | -                        | - |
| Guido Borromeo                               | San Benedetto del Tronto   | -                        | Opta per il collegio di Melegnano il 13 marzo 1861 |
| Panfilo Ballanti                             | San Benedetto del Tronto   | -                        | Eletto il 14 aprile 1861 |
| Tommaso Corsi                                | San Casciano               | Destra storica           | Dimessosi il 22 luglio 1864 Rieletto il 21 agosto 1864 |
| Luigi Dragonetti                             | San Demetrio               | -                        | Cessò il 22 maggio 1861 per nomina a senatore |
| Emidio Cappelli                              | San Demetrio               | -                        | Eletto il 30 giugno 1861 |
| Nicola Nisco                                 | San Giorgio la Montagna    | -                        | Elezione annullata il 3 marzo 1861 Rieletto il 7 aprile 1861 |
| Massimiliano Martinelli                      | San Giovanni in Persiceto  | -                        | Cessò il 18 giugno 1865 per nomina a consigliere di Stato Non seguì altra elezione |
| Giovanni Mosciaro                            | San Marco Argentano        | -                        | - |
| Tito Menichetti                              | San Miniato                | -                        | - |
| Gaspare Cavallini                            | San Nazzaro                | -                        | - |
| Carlo Fraccacreta                            | San Nicandro Garganico     | -                        | Dimessosi il 17 novembre 1863 |
| Michele San Severo di Sangro                 | San Nicandro Garganico     | -                        | Eletto il 20 dicembre 1863 |
| Giuseppe Biancheri                           | Sanremo                    | Destra storica           | - |
| Giambattista Collacchioni                    | San Sepolcro               | -                        | - |
| Carlo Luzi                                   | San Severino Marche        | -                        | - |
| Luigi Zuppetta                               | San Severo                 | -                        | Dimessosi il 22 dicembre 1863 Rieletto il 31 gennaio 1864 Dimessosi il 24 ottobre 1864 |
| Nicola Tondi                                 | San Severo                 | -                        | Eletto il 27 novembre 1864 Elezione annullata il 13 gennaio 1865 |
| Vincenzo De Ambrosio                         | San Severo                 | -                        | Eletto il 19 febbraio 1865 Elezione annullata il 15 marzo 1865 |
| Michele Avitabile                            | San Severo                 | -                        | Eletto il 16 aprile 1865 L'elezione non fu riferita per scioglimento della Camera |
| Nicola Nisco                                 | Santa Maria Capua Vetere   | -                        | Elezione annullata il 5 marzo 1861 |
| Carlo Gallozzi                               | Santa Maria Capua Vetere   | -                        | Eletto il 14 aprile 1861 Dimessosi il 24 marzo 1863 |
| Girolamo Della Valle                         | Santa Maria Capua Vetere   | -                        | Eletto il 3 maggio 1863 |
| Filippo Capone                               | Sant'Angelo dei Lombardi   | -                        | - |
| Oreste Regnoli                               | Sant'Arcangelo di Romagna  | -                        | - |
| Gustavo Cavour (Benso di)                    | Santhià                    | -                        | Deceduto il 26 febbraio 1864 |
| Annibale Marazio                             | Santhià                    | -                        | Eletto il 17 aprile 1864 |
| Niccolò Ferracciu                            | Sassari                    | -                        | - |
| Giuseppe Alasia                              | Savigliano                 | -                        | Cessò il 5 luglio 1861 per nomina a governatore |
| Giovanni Battista Canalis                    | Savigliano                 | -                        | Eletto l'11 agosto 1861 |
| Federico Pescetto                            | Savona                     | -                        | Cessò il 7 settembre 1862 per promozione a maggiore generale Rieletto il 12 ottobre 1862 |
| Saverio Friscia                              | Sciacca                    | Estrema sinistra storica | Dimessosi il 23 dicembre 1863 Rieletto il 24 gennaio 1864 |
| Giacomo Mattei                               | Senigallia                 | -                        | Dimessosi il 26 aprile 1864 |
| Vincenzo Buffarini                           | Senigallia                 | -                        | Eletto il 22 maggio 1864 |
| Ottavio Lanza di Trabia                      | Serradifalco               | -                        | Dimessosi il 15 aprile 1863 |
| Rocco Camerata Scovazzo                      | Serradifalco               | -                        | Eletto il 17 maggio 1863 |
| Vito Doria                                   | Serra San Bruno            | -                        | - |
| Giovanni Gemelli                             | Serrastretta               | -                        | Elezione annullata il 3 marzo 1861 |
| Francesco De Luca                            | Serrastretta               | -                        | Eletto il 14 aprile 1861 |
| Francesco De Sanctis                         | Sessa Aurunca              | Destra storica           | Cessò il 22 marzo 1861 per nomina a ministro Rieletto il 21 aprile 1861 |
| Giovanni Battista Giorgini                   | Siena                      | -                        | - |
| Filippo Cordova                              | Siracusa                   | -                        | Opta per il collegio di Caltanissetta il 20 marzo 1861 Rieletto il 7 aprile 1861 Opta per il collegio di Caltagirone l'1 maggio 1861 |
| Luigi Greco Cassia                           | Siracusa                   | -                        | Eletto il 30 giugno 1861 Cessò il 5 ottobre 1862 per nomina a consigliere d'appello Rieletto l'11 gennaio 1863 Sorteggiato il 3 febbraio 1863 per eccedenza nel numero di deputati magistrati Rieletto l'1 marzo 1863 Cessò l'1 marzo 1865 per richiamo in servizio Non seguì altra elezione                        |
| Pier Silvestro Leopardi                      | Sulmona                    | -                        | - |
| Carlo Giuseppe Cotta                         | Sondrio                    | -                        | Elezione annullata il 2 aprile 1861 |
| Guido Susani                                 | Sondrio                    | -                        | Eletto il 21 aprile 1861 Dimessosi il 17 luglio 1864 |
| Paolo Bossi                                  | Sondrio                    | -                        | Eletto il 14 agosto 1864 |
| Giuseppe Polsinelli                          | Sora                       | -                        | - |
| Carlo Possenti                               | Soresina                   | -                        | - |
| Mariano Maresca                              | Sorrento                   | -                        | - |
| Carlo Persano (Pellion di)                   | Spezia                     | -                        | Cessò il 3 marzo 1862 per nomina a ministro Rieletto il 23 marzo 1862 Cessò il 4 dicembre 1862 per promozione ad ammiraglio |
| Angelo De Benedetti                          | Spezia                     | -                        | Eletto il 18 gennaio 1863 Elezione annullata il 3 febbraio 1863 Rieletto l'1 marzo 1863 |
| Giovanni Barracco                            | Spezzano Grande            | -                        | Opta per il collegio di Cotrone il 14 marzo 1861 |
| Gabriele Gallucci                            | Spezzano Grande            | -                        | Eletto il 14 aprile 1861 |
| Luciano Scarabelli                           | Spoleto                    | -                        | Elezione annullata il 2 marzo 1861 Rieletto il 14 aprile 1861 |
| Agostino Depretis                            | Stradella                  | Sinistra storica         | Cessò il 3 marzo 1862 per nomina a ministro Rieletto il 23 marzo 1862 |
| Francesco Chiapusso                          | Susa                       | -                        | - |
| Vincenzo Cepolla                             | Taranto                    | -                        | Opta per il collegio di Lecce il 2 marzo 1861 |
| Giuseppe Pisanelli                           | Taranto                    | Destra storica           | Eletto il 14 aprile 1861 Cessò l'8 dicembre 1862 per nomina a ministro Rieletto il 18 gennaio 1863 Cessò il 18 giugno 1865 per nomina a consigliere di Stato Non seguì altra elezione |
| Felice Cardente                              | Teano                      | -                        | - |
| Giovanni Matina                              | Teggiano                   | -                        | Dimessosi il 20 dicembre 1863 |
| Emilio Civita                                | Teggiano                   | -                        | Eletto il 17 gennaio 1864 |
| Nicola Urbani                                | Teramo                     | -                        | Cessò il 6 aprile 1862 per nomina a presidente di tribunale |
| Ambrogio Longoni                             | Teramo                     | -                        | Eletto il 10 agosto 1862 Elezione annullata il 24 novembre 1862 |
| Francesco Sebastiani                         | Teramo                     | -                        | Eletto il 28 dicembre 1862 |
| Giuseppe La Masa                             | Termini Imerese            | -                        | - |
| Luigi Silvestrelli                           | Terni                      | -                        | - |
| Romualdo Sant'Elia (Trigona di)              | Terranova di Sicilia       | -                        | Cessò il 25 maggio 1861 per nomina a senatore |
| Vito Beltrani                                | Terranova di Sicilia       | -                        | Eletto il 23 giugno 1861 |
| Emilio Visconti Venosta                      | Tirano                     | -                        | Cessò l'11 dicembre 1862 per nomina a segretario generale Rieletto l'11 gennaio 1863 Cessò il 24 marzo 1863 per nomina a ministro Rieletto il 12 aprile 1863 |
| Lorenzo Leony                                | Todi                       | -                        | Elezione annullata il 28 febbraio 1861 |
| Ferrante Ferri Pasolini                      | Todi                       | -                        | Eletto il 14 aprile 1861 Elezione annullata il 25 giugno 1861 |
| Francesco Brioschi                           | Todi                       | -                        | Eletto l'11 agosto 1861 |
| Matteo Ricci                                 | Tolentino                  | -                        | Elezione annullata il 6 marzo 1861 Rieletto il 7 aprile 1861 Dimessosi il 17 novembre 1863 |
| Giuseppe Checchetelli                        | Tolentino                  | -                        | Eletto il 20 dicembre 1863 |
| Francesco Antonio Mazziotti                  | Torchiara                  | Conservatore cattolico   | - |
| Camillo Cavour (Benso di)                    | Torino I                   | Destra storica           | Deceduto il 6 giugno 1861 |
| Bettino Ricasoli                             | Torino I                   | Destra storica           | Eletto il 30 giugno 1861 Opta per il collegio di Firenze II l'8 luglio 1861 |
| Giovanni Battista Bottero                    | Torino I                   | -                        | Eletto il 2 agosto 1861 |
| Vincenzo Miglietti                           | Torino II                  | -                        | Cessò il 12 giugno 1861 per nomina a ministro Rieletto il 30 giugno 1861 Cessò il 24 maggio 1863 per nomina a senatore |
| Luigi Ferraris                               | Torino II                  | -                        | Eletto il 9 luglio 1863 |
| Giovanni Battista Cassinis                   | Torino III                 | -                        | - |
| Amedeo Chiavarina di Rubiana                 | Torino IV                  | -                        | - |
| Fernando Salvatore Dino                      | Torre Annunziata           | -                        | - |
| Diodato Leardi                               | Tortona                    | -                        | - |
| Vincenzo Torrearsa (Fardella di)             | Trapani                    | -                        | Cessò il 17 novembre 1861 per nomina a prefetto |
| Nicola Fabrizi                               | Trapani                    | -                        | Eletto il 29 dicembre 1861 |
| Gabriele Camozzi                             | Trescore Balneario         | -                        | - |
| Andrea Moretti                               | Treviglio                  | -                        | - |
| Giacomo Racioppi                             | Tricarico                  | -                        | Elezione annullata il 3 marzo 1861 |
| Filippo De Boni                              | Tricarico                  | -                        | Eletto il 5 maggio 1861 Elezione annullata il 22 novembre 1861 Rieletto il 9 febbraio 1862 Dimessosi il 7 gennaio 1864 Rieletto il 17 aprile 1864 |
| Liborio Romano                               | Tricase                    | -                        | - |
| Napoleone Scrugli                            | Tropea                     | -                        | Elezione annullata il 13 maggio 1861 Rieletto il 30 giugno 1861 |
| Paolo Silvani                                | Urbino                     | -                        | - |
| Pier Carlo Boggio                            | Valenza                    | -                        | - |
| Pasquale Atenolfi                            | Vallo della Lucania        | -                        | - |
| Francesco Guglianetti                        | Varallo                    | -                        | - |
| Giuseppe Speroni                             | Varese                     | -                        | - |
| Silvio Spaventa                              | Vasto                      | -                        | Cessò l'8 dicembre 1862 per nomina a segretario generale Rieletto l'11 gennaio 1863 |
| Francesco Maria Giunti                       | Verbicaro                  | -                        | - |
| Alessandro Borella                           | Vercelli                   | -                        | - |
| Rodolfo Audinot                              | Vergato                    | -                        | Dimessosi il 17 luglio 1864 Rieletto il 21 agosto 1864 |
| Filippo Ugoni                                | Verolanuova                | -                        | Dimessosi il 23 dicembre 1863 |
| Giambattista Giustinian                      | Verolanuova                | -                        | Eletto il 31 gennaio 1864 |
| Baldassarre Mongenet                         | Verrès                     | -                        | - |
| Pietro Bastogi                               | Vicopisano                 | -                        | Cessò il 3 aprile 1861 per nomina a ministro Rieletto il 28 aprile 1861 Dimessosi il 17 luglio 1864 |
| Robustiano Morosoli                          | Vicopisano                 | -                        | Eletto il 21 agosto 1864 |
| Giuseppe Robecchi                            | Vigevano                   | -                        | - |
| Giovanni Lanza                               | Vignale                    | Destra storica           | Cessò il 28 settembre 1864 per nomina a ministro Rieletto il 16 ottobre 1864 |
| Giovanni Battista Oytana                     | Vigone                     | -                        | - |
| Francesco Clodoveo Monti                     | Villadeati                 | -                        | - |
| Carlo Bon Compagni di Mombello               | Villanova d'Asti           | -                        | - |
| Tullo Massarani                              | Vimercate                  | -                        | - |
| Paolo Paternostro                            | Vizzini                    | -                        | Opta per il collegio di Comiso il 13 marzo 1861 |
| Corrado Donnafugata (Arezzo di)              | Vizzini                    | -                        | Eletto il 7 aprile 1861 |
| Carlo Pezzani                                | Voghera                    | -                        | - |
| Lorenzo Nelli                                | Volterra                   | -                        | Cessò il 26 ottobre 1862 per nomina a procuratore generale |
| Achille Gennarelli                           | Volterra                   | -                        | Eletto il 21 dicembre 1862 Elezione annullata il 4 febbraio 1863 |
| Celestino Bianchi                            | Volterra                   | -                        | Eletto l'8 marzo 1863 |
| Demetrio Castelli                            | Voltri                     | -                        | - |
| Vincenzo Barnaba Zambelli                    | Zogno                      | -                        | Deceduto l'1 ottobre 1862 |
| Giuseppe Asperti                             | Zogno                      | -                        | Eletto il 16 novembre 1862 Dimessosi il 14 aprile 1863 |
| Andrea Molinari                              | Zogno                      | -                        | Eletto il 17 maggio 1863 |